# Asturio de Toledo
Asturio Anulino Serrano (Villaseca de la Sagra, s. IV - Complutum, ca. 412) fue un obispo de la diócesis de Toletum (395-412), y primer obispo de la diócesis complutense (412- ). Es venerado como santo por varias confesiones cristianas.

## Biografía
En 412 le sería revelada mediante visión celestial la ubicación donde fueron enterrados los restos de los Santos Niños Justo y Pastor: el Campo Laudable (actual plaza de los Santos Niños, en Alcalá de Henares). En el momento en que tuvo lugar el hallazgo de los restos, el propio Asturio decide que se deberá construir un templo en honor a los santos (véase Catedral de los Santos Niños Justo y Pastor de Alcalá de Henares), al mismo tiempo que renuncia a su plaza en la sede toledana, para quedarse en Complutum y fundar una nueva diócesis complutense. 
Fruto de la fuerte devoción del ya obispo complutense, el culto a los Santos Niños se extendería por España llegando incluso a Francia. Asturio de esta manera conseguiría que Complutum se convirtiera en un importante lugar de peregrinaje. 
Más de trescientos años después, San Urbicio mantendría la devoción de los Santos, protegiendo los restos de la persecución árabe.